# コルシカ王国 (1736年)

コルシカ王国
Regno di Corsica
Königreich Korsika

国の標語: 知恵と力が圧政者を打倒する国歌: 神が汝を救い給う、女王よ
1737年にテオドロ1世が発行したコルシカ島の地図

コルシカ王国（コルシカおうこく、イタリア語: Regno di Corsica、ドイツ語: Königreich Korsika）は、コルシカ島に1736年の8か月間だけ存在した王国である。コルシカ島民がドイツ人の冒険家テオドール・シュテファン・フレイヘル・フォン・ノイホフをコルシカ王に戴冠して成立した。

## 歴史
テオドール・フォン・ノイホフは、ジェノヴァにおいてコルシカの独立運動家たちと知遇を得た。彼らはノイホフにジェノヴァ共和国の圧政からコルシカを救うよう求めるとともに、「コルシカ王」となることを持ちかけた。これに応じたノイホフは、チュニジアのフサイン朝のベイの助力を得て、1736年3月に軍勢を連れてコルシカ島に上陸した。島民はノイホフをコルシカ王に選出し、戴冠した。ノイホフはテオドロ1世を名乗り、王として騎士団創設やジェノヴァ共和国との戦争を命じる勅令を発した。当初は度々勝利を収めたものの、コルシカ独立派内の抗争が勃発し、最終的に敗北した。共和国はノイホフの首に懸賞金をかけるとともに彼のスキャンダラスな過去を暴く文書を出版した。コルシカ島上陸からわずか8か月後の11月、ノイホフは外国の援助を求めに行く体でコルシカ島を逃れた。スペインやナポリ王国に保護を求めた後ホラントに向かったが、アムステルダムで借金を理由に一時拘束された。

## その後
テオドール・フォン・ノイホフは1756年にロンドンで死去した。その前年の1755年、パスカル・パオリがジェノヴァ共和国を再びコルシカ島から追い出し、コルシカ共和国を建国していた。